# Плотников, Александр Константинович (актёр)
Александр Константинович Плотников (6 сентября 1903, Симбирск — 11 февраля 1973, Москва) — советский театральный режиссёр, актёр. Заслуженный артист РСФСР (1947), Заслуженный деятель искусств РСФСР (1954). Член КПСС с 1948 года.

## Биография
Родился в Симбирске (ныне Ульяновск). В 1926 году окончил Центральный техникум театрального искусства и был принят в труппу Московского театра имени Ленсовета, где работал актёром и режиссёром до закрытия театра в 1941 году. Вместе с женой, Галиной Дмитриевной Лебедевой, педагогом по образованию, эвакуировался в Магнитогорск, где работал в концертных бригадах, выступал перед ранеными. Там же в 1943 году у супругов родился сын Иван. В 1943—1945 годах — актёр и режиссёр Московского театра сатиры, в 1946—1963 годах — актёр и главный режиссёр Московского театра драмы и комедии. В январе 1964 года был вынужден уйти в отставку, ему на смену пришёл Юрий Любимов. После этого работал главным режиссёром Главной редакции литературно-драматического вещания Всесоюзного радио.
Умер в 1973 году в Москве. Похоронен на Преображенском кладбище.

## Театральные постановки

#### Московский театр драмы и комедии(1946-1964)
- 1946 — «Народ бессмертен» по роману Василия Гроссмана
- 1947 — «Как закалялась сталь» Н.А. Островского
- 1948 — «Дворянское гнездо» по роману И.С. Тургенева
- 1949 — «Последняя граница» Н. Лабковского и А. Лейбмана по Говарду Фасту, (совместно с В.В. Кабатченко); Режиссер: М.Попова
- 1950 — «Звезда Севильи» Лопе де Вега
- 1950 — «Темной осенней ночью» Ю.П. Германа
- 1950 — «Семь волшебников» А. Д. Симукова (совместно с М. Корабельником)
- 1951 — «Под золотым орлом» Я.А. Галана
- 1952 — «Этих дней не смолкнет слава» Л. Рудого
- 1953 — «Сын рыбака» по роману Вилиса Лациса
- 1954 — «В сиреневом саду» Ц.С. Солодаря, Реж.: Я.Н. Ромбро
- 1955 — «Дармоеды» Гергея Чики, Режиссеры: М.В. Попова и Я.Н. Ромбро
- 1955 — «Ошибка Анны» К.Я. Финна
- 1955 — «Кавалер Зеленого мыса» Ф.-М.Вольтера
- 1956 — «Сила любви» Ю.П. Чепурина
- 1956 — «Оптимистическая трагедия» В.В. Вишневского
- 1957 — «Факир на час» по пьесе Владимира Дыховичного и Мориса Слободского
- 1957 — «Призраки» Э. Де Филиппо
- 1957 — «Русские люди» К.М. Симонова
- 1958 — «Тихий американец» по Г. Грину
- 1961 — «Немой рыцарь» Ене Хелтаи
- 1962 — «Наказание без мщения» Лопе де Вега

## Фильмография
| \| Год \| \| Название \| Роль \| \| ---- \| - \| ------------------------------ \| ------------------------------------------- \| \| 1951 \| ф \| Большой концерт \| Корней Иванович, мичуринец колхоза «Победа» \| \| 1967 \| ф \| Возмездие \| генерал-майор Кузьмич \| \| 1969 \| ф \| Эхо далёких снегов \| Мозгалевский \| \| 1969 \| ф \| Золото \| Митрофан Ильич Корецкий \| \| 1969 \| ф \| Тоска \| Иона Потапов \| \| 1970 \| ф \| Белая птица с черной отметиной \| Лесь Звонарь \| \| 1970 \| ф \| Смерти нет, ребята! \| эпизод \| \| 1971 \| ф \| Месяц август \| Семен Кондратьевич Крашенниников \| \| 1972 \| ф \| Адрес вашего дома \| Григорий Хитрован \| \| 1972 \| ф \| Вот моя деревня \| дед Антон \| \| 1972 \| ф \| Тихие берега \| Исидор Христофорович \| |   |                                |                                             |
| Год |   | Название                       | Роль                                        |
| 1951 | ф | Большой концерт                | Корней Иванович, мичуринец колхоза «Победа» |
| 1967 | ф | Возмездие                      | генерал-майор Кузьмич                       |
| 1969 | ф | Эхо далёких снегов             | Мозгалевский                                |
| 1969 | ф | Золото                         | Митрофан Ильич Корецкий                     |
| 1969 | ф | Тоска                          | Иона Потапов                                |
| 1970 | ф | Белая птица с черной отметиной | Лесь Звонарь                                |
| 1970 | ф | Смерти нет, ребята!            | эпизод                                      |
| 1971 | ф | Месяц август                   | Семен Кондратьевич Крашенниников            |
| 1972 | ф | Адрес вашего дома              | Григорий Хитрован                           |
| 1972 | ф | Вот моя деревня                | дед Антон                                   |
| 1972 | ф | Тихие берега                   | Исидор Христофорович                        |